# Darío Moreno Lerga
Darío Moreno Lerga (Alcoy, 12 de abril de 1988) es un político español, militante de PSPV-PSOE, y alcalde de Sagunto (Valencia) desde el 15 de junio de 2019.

## Biografía
Nacido en Alcoy en 1988, Darío Moreno creció en Sagunto donde desarrolló sus estudios primarios y secundarios. Realizó una doble licenciatura de Derecho y Administración y Dirección de Empresas en la Universidad de Valencia con matrícula de honor y premio Fin de Carrera. Seguidamente, fue becado con un Master ICEX en Gestión Internacional.[cita requerida]
Durante el año 2014, trabajó en la Oficina Económica y Comercial de España en Hong Kong, hasta que en 2015 se incorporó al Programa de Naciones Unidas para el Desarrollo en la sede internacional de Nueva York. Durante los tres años que vivió en Nueva York, Moreno siguió con sus estudios en la Universidad de Columbia donde realizó el Master of Public Administration, obteniendo de nuevo matrícula de honor en sus calificaciones. En 2018, vuelve a España para comenzar con su labor en la Conselleria de Justicia, Administración Pública, Reformas Democráticas y Libertades Públicas de la Generalidad Valenciana.[cita requerida]
Darío Moreno es abiertamente homosexual. El 27 de febrero de 2021, anunció a través de su cuenta de Twitter que estaba en proceso de adopción con su pareja Mikael.

## Carrera política
Licenciado en Derecho y Administración y Dirección de Empresas, se inició en la actividad política en la consejería de Justicia, Interior y Administración Pública de la Comunidad Valenciana, como director de gabinete de la consejera Gabriela Bravo. Con 31 años, en 2019, fue cabeza de lista en Sagunto del grupo municipal socialista, logrando siete concejales y gobernando en coalición con Esquerra Unida y Compromís.
Desde entonces, es alcalde de Sagunto, municipio valenciano de más de 68.000 habitantes.
En cuanto a su propio partido, el PSPV-PSOE, el 15 de noviembre de 2021 Ximo Puig, secretario general del PSPV-PSOE y presidente de la Generalidad Valenciana, lo elige como miembro de su Comisión Ejecutiva, siendo nombrado Secretario de Reindustralización del PSPV. El 3 de abril de 2022 fue elegido por la militancia como nuevo secretario general del PSPV-PSOE de Sagunto, capital de Camp de Morvedre. El 14 de noviembre de 2022, el grupo alemán Volkswagen confirmó la instalación de una gigafactoría en Sagunto con una inversión histórica de 4.500 millones de euros y que formará parte clave en la electrificación automovilística de Europa.
En las elecciones municipales del 28 de mayo de 2023, Moreno logró 12 concejales, el mejor resultado de un partido político en la historia del municipio. Desde entonces, gobierna la capital del Camp de Morvedre en coalición con el único edil obtenido por EU-Podem, en un pacto firmado en el histórico enclave del Grau Vell.

## Controversias
Diversos medios de comunicación locales como El Económico han publicado que Moreno, después de ganar las elecciones de mayo de 2023 y renovar su mandato como alcalde de Sagunto, se aumentó el sueldo un 14 % respecto al mandato anterior.
Según el diario Las Provincias, Moreno fue obligado a retirar cuatro vallas publicitarias que incumplían la ley electoral, después de una denuncia realizada por Iniciativa Porteña. Las vallas incumplían la ley electoral puesto que estaban colocadas antes del período de campaña y, a su vez, contenían el logotipo del partido y el retrato del candidato a las elecciones. El portavoz de IP, Manuel González, mostró su satisfacción al ver la retirada de las vallas ya que, según él mismo, «Darío Moreno utilizó malas artes y presión para que Iniciativa Porteña retirara una valla publicitaria que sí cumplía con la ley electoral, pues no vendía logros, ni contenía mi foto como candidato o el logo del partido. El alcalde removió cielo y tierra para que retiráramos esa valla».